# Božikovac
 Ovo je glavno značenje pojma Božikovac. Za hrvatski otok u Jadranu pogledajte Božikovac (otok).
Božikovac je naseljeno mjesto u općini Jajce, Federacija Bosne i Hercegovine, BiH.

## Stanovništvo

### 1991.
Nacionalni sastav stanovništva 1991. godine, bio je sljedeći:
ukupno: 4 
- Srbi - 4 (100%)

### 2013.
Na popisu stanovništva 2013. godine bilo je bez stanovnika.

## Vanjske poveznice
- maplandia.com: Božikovac